# Sites de la Carrière et de l'Anse de la Montagne d'Argent
Les sites de la Carrière et de l'Anse de la Montagne d'Argent constituent un monument historique de Guyane situé dans la ville de Ouanary.
Le site est inscrit monument historique par arrêté du 8 mars 2002.